# Tiroiditis de Hashimoto
La tiroiditis de Hashimoto es una enfermedad autoinmune inflamatoria, que se caracteriza por la destrucción de la glándula tiroides, mediada por el aumento de anticuerpos antitiroideos, antiperoxidasa tiroidea (TPO) y antitiroglobulina (Tg). El nombre de la afección proviene del médico japonés Hakaru Hashimoto (1881-1934), que realizó la primera descripción en 1912 y la llamó bocio linfomatoso. La enfermedad causa mayoritariamente bocio e hipotiroidismo, pero también puede manifestarse tanto en personas eutiroideas (niveles de TSH normales) como hipertiroideas, y derivar en Enfermedad de Graves-Basedow. Frecuentemente, se presenta junto con otras enfermedades autoinmunes asociadas, principalmente la enfermedad celíaca.

## Causas
La tiroiditis de Hashimoto es una enfermedad debida a múltiples factores, entre ellos predisposición genética, factores endógenos y condiciones ambientales que activan la enfermedad.

## Epidemiología
La tiroiditis de Hashimoto es la causa más común de hipotiroidismo, en las zonas donde la ingesta de yodo es adecuada.
El trastorno afecta hasta al 2 % de la población general. La prevalencia fluctúa entre 0,6% y 1,6% en niños y adolescentes, y entre 2% y 17% en estudios de autopsias.
Se estima que la prevalencia de la tiroiditis de Hashimoto es 10-15 veces mayor en el sexo femenino. Si bien puede aparecer a cualquier edad, el rango más afectado se sitúa entre los 30 y los 50 años, con el pico de incidencia en los hombres 10-15 años más tarde. La prevalencia global aumenta con la edad, tanto en los hombres como en las mujeres.

## Cuadro clínico
Los pacientes con tiroiditis de Hashimoto experimentan síntomas incluso en ausencia de hipotiroidismo o hipertiroidismo (pacientes eutiroideos), teniendo vaivenes entre síntomas de hipotiroidismo e hipertiroidismo, particularmente al principio. Entre los síntomas se encuentra fatiga crónica, sensación de frío, parestesias, cabello seco, uñas quebradizas, constipación, distensión abdominal, reflujo gástrico, palpitaciones, trastornos menstruales, abortos espontáneos, infertilidad, problemas musculares y articulares, disfagia y problemas nerviosos como abulia y déficit de atención. También puede afectar significativamente la calidad de vida y la salud mental, y se ha visto relación entre la tiroiditis de Hashimoto y la afectación de las funciones ejecutivas.

### Enfermedades asociadas
Está demostrado que, junto con la tiroiditis de Hashimoto, a menudo coexisten en el mismo paciente otras enfermedades autoinmunes asociadas, principalmente diabetes mellitus tipo 1, enfermedad celíaca,  artritis reumatoide, esclerosis múltiple y  vitíligo. 
La tiroiditis de Hashimoto también se puede presentar como parte del síndrome poliglandular autoinmune tipo II, que por lo general se define por la aparición en el mismo paciente de dos o más de las siguientes patologías: enfermedad de Addison (siempre presente), tiroiditis autoinmune y/o diabetes mellitus tipo 1.
En ocasiones, puede aparecer una enfermedad neurológica grave: la encefalitis de Hashimoto.

## Diagnóstico
El diagnóstico se sospecha por los síntomas y se comprueba mediante análisis de laboratorio y ecografía tiroidea con doppler, donde se detecta niveles elevados de anticuerpos antitiroideos (anti-TPO o anti-tiroperoxidasa; anti-TG o anti-tiroglobulina) que son los responsables de la autodestrucción de la tiroides; los anticuerpos antitiroideos se elevan en un 98 % de los casos de tiroiditis de Hashimoto, siendo esta elevación previa a la disminución de T3 y T4 y elevación de TSH. Aunque se suele pedir también análisis de TSH y T4, una gran proporción de pacientes con tiroiditis de Hashimoto tienen valores normales o fluctuantes para estas hormonas.

## Tratamiento
El tratamiento para la tiroiditis de Hashimoto incluye cambios en el modo de vida y la dieta para bajar la inflamación crónica. La medicación sólo se incluye en los casos en los que la enfermedad haya derivado en hipotiroidismo o hipertiroidismo. La administración de levotiroxina en pacientes con la glándula tiroidea aún activa puede derivar en hipertiroidismo provocado. Entre los cambios de vida, se realizan dietas de eliminación, dieta sin lácteos y sin gluten (incluso en ausencia de celiaquía), se busca compensar deficiencias en vitaminas y minerales, particularmente de la vitamina D, y mejorar la digestión mediante prebióticos y probióticos.